# Силурийско-девонская наземная революция

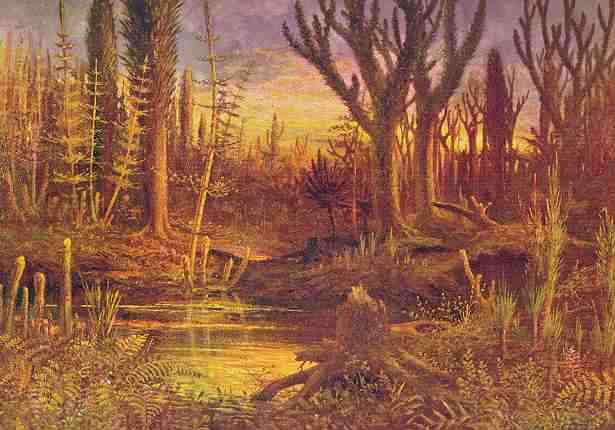
Пейзаж девонского периода в представлении художника (1872)

Силурийско-девонская наземная революция, девонский растительный взрыв — быстрая и масштабная диверсификация наземных растений и грибов, происходившая в течение силурийского (443—419 млн лет назад) и девонского периода (419—359 млн лет назад). Эта эволюционная диверсификация привела к огромному увеличению видового разнообразия растений, появлению таких групп, как сосудистые, папоротниковые и семенные растения, а также к колонизации ими всей земной суши. Из-за жёсткой конкуренции за свет и доступное пространство на суше фенотипическое разнообразие растений значительно возрастало такими же быстрыми темпами, какими возрастало разнообразие животных во время кембрийского взрыва. Диверсификация наземных растений оказала огромное влияние на почву Земли, её атмосферу, океаны и на всю последующую наземную жизнь. Большая часть флоры девонского периода вымерла в результате трёх вымираний: девонского 359 млн лет назад, кризиса карбоновых лесов 305 млн лет назад и массового пермского вымирания 251 млн лет назад.

## Описание

### Первые растения и наземные грибы
Первыми на суше стали развиваться прототакситы (их принадлежность к грибам в настоящее время оспаривается). По размерам они превосходили все существовавшие тогда растения, так продолжалось вплоть до начала каменноугольного периода. Экспансии растений на суше могли способствовать микоризы гломеромицетов и нематофитовых водорослей, первые останки которых датируются началом девона.
Предковые для наземных растений организмы, по современным представлениям, появились ещё 850 млн лет назад. Однако, останки непосредственно самых ранних известных спор наземных растений, найденные на территории нынешних Саудовской Аравии и Аргентины, датируются примерно 463—461 и 473—471 млн лет назад, соответственно. Эти временные промежутки соответствуют среднему ордовикскому периоду. Согласно анализу, проведённому в рамках исследования аргентинских останков спор древних растений и сравнения их с раннесилурийскими спорами возрастом примерно 439—436 млн лет назад, первые 35—45 млн лет эволюция наземных растений проходила очень медленными темпами. В ордовикском периоде, тем не менее, наблюдалась первая эволюционная радиация наземных растений — возникли первые мхи, колонизировавшие прибрежные зоны водоёмов. К концу периода они уже играли достаточно важную роль в формировании климата планеты. Основная масса ордовикских растений произрастала и эволюционировала на континенте Балтика, где уже к началу дерривильской эпохи (467—458 млн лет назад) произростала довольно разнообразная фауна.
Аномалии в изотопах ртути ∆199Hg и ∆200Hg показывают, что к началу силурийского периода первые растения уже распространились почти по всей земной суше. Важным фактором в формировании первой наземной флоры было происходившее в то время андо-сахарское оледенение. В конце гомерского яруса завершилась очередная ледниковая фаза оледенения, что привело к первой диверсификации растений, размножающихся трёхлепестковыми спорами. В ладфорском ярусе произошло резкое похолодание климата (так называемое «событие Лау»), что, в свою очередь, привело к регрессии моря и увеличению зоны обитания наземных растений и цианобактериальных матов. В это время произошла эволюционная радиация и территориальная экспансия клады полиспорангиофитов. Во время следующей пржидольской эпохи (на ярусы не подразделяется) вновь произошло потепление климата и, как следствие, дальнейшее увеличение разнообразия растений.
В результате ускорения эволюции растений в течение силура в венлокскую эпоху появились первые сосудистые растения (клада полиспорангиофитов), о чём свидетельствуют сохранившиеся останки их спорофитов. Вслед за ними в лудловскую эпоху возникли первые плауновидные. Согласно проведённому в 2020 году исследованию, палинологические данные указывают на то, что в силуре земная флора, в отличие от настоящего времени, не проявляла провинциализма, то есть была примерно одинаковой по всей планете. Однако, со временем различия всё же стали проявляться за счёт появления большого числа новых вулканических островов в существовавшем тогда океане Реикум и, как следствие, возникновение на этих островах растений-эндемиков. При этом растения силурийского периода были крайне низкими по сравнению с нынешним растительным миром — самым высоким растением был вид Tichavekia grandis, достигавший роста в 13 см, что в то время было достаточно высоко.

### Девонская диверсификация
Интенсивная диверсификация растений, сопровождавшаяся озеленением планеты, ещё больше усилилась в течение девонского периода. В этот период появляются первые представители клады эуфиллофитов, то есть растений, обладающих листьями или вайями. Свою первую крупную эволюционную радиацию (диверсификацию) пережили плауновидные. При этом разнообразие растений эпохи раннего девона (419—393 млн лет назад) было относительно невысоким — в разной местности морфология растительного мира особо не различалась, о чём свидетельствует наличие останков одних и тех же растений на разных континентах. Стремительная эволюция эуфиллофитов продолжилась и в среднем девоне (393—382 млн лет назад): на планете появились первые леса с деревьями высотой более восьми метров, этими деревьями стали представители клады кладоксилеевых, такие как ваттиеза, или же представители группы прогимноспермопсидов (дали начало кладе семенных растений), такие как археоптерис. В болотистой местности преобладали гигантские хвощи (Equisetales), клубневые мхи, древние сосудистые споровые (среди них папоротники) и древние плауновидные, такие как лепидодендровые. Эти древние плауновидные растения могли вырастать до 40 метров в высоту.
В это же время появились семенные папоротники и листоносные растения, такие как прогимноспермопсиды, в том числе группа археоптеридалей (вероятно, были родственны нынешним хвойным), ставшая доминирующей группой растений в большинстве экосистем. Псевдоспорохналеи (группа, морфологически похожая на современные пальмы и древовидные папоротники) также стали доминирующими. Археоптеридалеи, вероятно, имели куда более обширные корневые системы, чем псевдоспорохналеи, что сделало их более устойчивыми к засухе, в результате они оказали более значительное влияние на девонские почвенные среды. Кладоксилеевые продолжали доминировать в лесных экосистемах и в начале эпохи позднего девона. В позднем девоне (382—359 млн лет назад) появились первые настоящие семенные растения, кладистически являющиеся родственной группой археоптеридалий или прогимноспермопсидов в целом. Большинство представителей флоры девонских каменноугольных болот, таких как, вышеупомянутые гигантские хвощи, внешне сильно отличались от нынешних растений. Из исключений можно отметить разве что папоротники, хотя многие из них, как считается, в то время были эпифитами, а не почвенными растениями. Первые голосеменные растения, такие как предки современного гинкго, появились немного позже девона, в начале следующего каменноугольного периода.
Диверсификация оказала огромное влияние на наземную жизнь. Существует так называемая «гипотеза девонских растений», которая объясняет все изменения почвы и атмосферы в тот период, вплоть до девонского вымирания. Так, уровень CO2 упал с 6300 до 2100 ppm, а уровень кислорода возрос. Однако изменение состава почвы привело к бескислородному осаждению (или чёрным сланцам), окислению океанов и глобальным изменениям климата. Это привело к суровым условиям жизни для океанической и наземной жизни и в конечном счёте к вымиранию в конце периода.

## Эволюционные изменения в растениях
Подгруппы сосудистых растений — папоротники, прогимноспермопсиды и настоящие семенные растения — развили пластинчатые листья в девонском периоде. Растения, обладающие настоящими листьями, появились в течение девонского периода, однако, возможно, что появление листьев у разных групп растений является результатом конвергентной эволюции. Морфологические свидетельства в поддержку этой теории появляются в позднем девоне или раннем карбоне. Краевая меристема также развивалась у различных групп параллельно через аналогичный процесс модификации структур примерно в этот же период времени. В исследовании 1994 года, проведённом Ричардом Бейтманом и Уильямом Димечелом и посвященном эволюционной истории гетероспории в царстве растений, учёные обнаружили доказательства 11 разных случаев возникновения гетероспории, которые независимо происходили в девонском периоде у классов зостерофилловых, хвощей и прогимноспермопсидов. Разноспоровость дала ранним растениям первичное эволюционное преимущество при колонизации суши.
Одновременному распространению растений по суше и увеличению их размеров, которое происходило в это время у большинства их видов, вероятно, способствовало ещё одно параллельное эволюционное развитие: замена первичного центрального цилиндра ксилемы более удлиненными, сложной формы нитями, которые сделали растения более устойчивыми к распространению эмболии (аналог процесса кавитации), вызванной засухой. Трахеиды, составляющие ксилему сосудистых растений, впервые появляются в ископаемых формах в раннем девоне. Одревесневшие стебли также впервые появились в девоне, первые свидетельства о них относятся к эпохе раннего девона. Свидетельства о наличии у растений примитивных корневых структур впервые появляются в позднем силуре. Дальнейшее появление корней в ископаемом состоянии отмечено у раннедевонских плауновидных. Было высказано предположение, что развитие корней было приспособлением к получению максимального количества воды в связи с увеличением засушливости в течение силурийского и девонского периодов. В раннем девоне у некоторых также появились сложные ветвистые корневища.